# Siddiq (The Walking Dead)
Siddiq es un personaje ficticio de la serie de cómics  The Walking Dead  y la serie de televisión del mismo nombre, en donde es interpretado por Avi Nash.

## Historia
Siddiq fue una de las pocas personas que logró sobrevivir al advenimiento de los muertos vivientes y luego de un tiempo guardó refugio en la Zona Segura de Alexandría, él es un miembro del equipo de construcción que llegó durante los dos años siguientes. Durante la feria, encabeza el esfuerzo de construir habitaciones para los recién llegados.

## Videojuegos
Siddiq aparece en el videojuego The Walking Dead: Michonne, que tiene lugar antes de que apareciera por primera vez en los cómics.

## Adaptación de TV

### Temporada 8
En el estreno de la temporada "Mercy", Siddiq se ve por primera vez rindiendose a Carl y le dice que no ha comido en algunos días. Cuando Carl de repente apunta con un arma a Siddiq, intenta calmar a Carl y luego Rick viene y dispara algunos disparos de advertencia, lo que hace que Siddiq huya. Más tarde, Carl regresa y deja dos latas de comida con una nota que dice: "Lo siento". Siddiq observa a Carl desde los arbustos mientras se aleja. En el episodio "The King, the Widow and Rick", Carl sale de Alexandria para ir a buscarlo y se encuentra con Siddiq. Carl se disculpa por la hostilidad anterior de Rick hacia Siddiq, y le ofrece comida y agua. Al ver que Siddiq estaba atrapando a un caminante, Carl le pregunta a Siddiq las tres preguntas que Rick usa para juzgar a los miembros potenciales de su grupo y está impresionado con sus respuestas. Carl decide llevar a Siddiq de regreso a Alexandría, prometiendo responder por él una vez que lleguen allí. En el camino, son atacados por un pequeño grupo de caminantes, algunos de los cuales detienen a Carl antes de que él pueda eliminarlos; apareciendo ilesos, continúan. En el final de mitad de temporada "How It's Gotta Be", Carl mete a Siddiq en Alexandría y ellos esperan en las alcantarillas con el resto de los sobrevivientes mientras los salvadores atacan a través de bombardeos y Carl revela que un caminante lo mordió en el torso. mientras traía Siddiq a Alexandría. Siddiq observa mientras Rick y Michonne se sientan con Carl y lloran.
En el estreno de mitad de temporada "Honor", en un flashback, Carl mantiene su marca de mordida oculta y se asegura de que Siddiq encuentre alojamiento en las alcantarillas debajo de la comunidad. Siddiq le dice a Carl que él era un residente médico y le da medicina. Siddiq jura honrar a Carl al mostrarle a todos que su elección para salvarlo es importante. En el episodio "Dead or Alive Or", Daryl, ayudado por  Rosita, Tara y Siddiq, lideran a los sobrevivientes de la destruida Zona Segura de Alexandria hacia la colonia Hilltop evitando a las patrullas de salvadores que tienen órdenes de buscarlos por Negan; Dwight, un ex Salvador que ha ayudado a los alexandrinos, ayuda a guiarlos a usar su conocimiento del área, pero la mayoría de los demás siguen siendo cautelosos con su consejo, sabiendo su duplicidad. Vienen para encontrar que la ruta más segura es cruzar un pantano, y Daryl pone a Tara a cargo de proteger a los sobrevivientes, mientras que él, Rosita y Siddiq eliminan a los caminantes medio sumergidos en el pantano. Más tarde, Maggie decide permitir que los salvadores cautivos en Hilltop tengan raciones limitadas y tiempo supervisado fuera de su jaula y Siddiq ofrece sus servicios como doctor a Maggie. En el episodio "Do Not Send Us Astray", mientras Hilltop se prepara para el ataque de los salvadores, Siddiq visita la enfermería. Durante el ataque, Siddiq ayuda a Tobin después de que es herido y Rick casi mata a Siddiq cuando lo confunde con un salvador. Al día siguiente, Siddiq se ofrece a tratar la herida de Rick y trata de consolarlo sobre la muerte de Carl, pero Rick se niega a aceptar y se va. Después de que los heridos reaniman como caminantes y atacan (incluyendo Tobin), Siddiq controla a los prisioneros salvadores y lucha con algunos de ellos que se han convertido en caminantes; Alden lo salva a Siddiq del ataque. En el episodio "Worth", Siddiq se ve en la enfermería. En el final de la temporada "Wrath", en Hilltop, Rick y compañía se preparan para lanzar su ofensiva contra los salvadores. En medio de los eventos, Rick va a atender a la bebé Gracie y se encuentra con Siddiq. Rick pregunta cómo fue mordido Carl; Siddiq le cuenta cómo se mordió Carl mientras honraba a la madre de Siddiq, alguien que nunca conoció. Más tarde, durante la pelea, Rick hiere gravemente a Negan, pero le dice a Siddiq que lo salve mientras le dice a la gente reunida que comenzarán un nuevo mundo.

### Temporada 9
En "A New Beginning", Siddiq fue parte de la expedición de búsqueda de suministros dentro de un museo abandonado en la ciudad de Washington D. C. y durante el trascurso el hombre fue atacado por un caminante lleno de arañas, confesando al resto del grupo su miedo por el insecto. Después de encontrar el carro de madera y la maquinaria agrícola que necesitaba el Santuario, el ayudó al resto del grupo a pasar con cuidado el carro a través de un piso de vidrio que contenía una cantidad gigantesca de caminantes adentro. En su viaje a las comunidades una vez finalizada la misión y luego de descubrir que el puente que conectaba con ellos había sido bloqueado por una tormenta, los sobrevivientes sin más opción se vieron obligados a buscar otras rutas hacia su destino y en el camino su carruaje queda atrapado bajo el barro cuando un grupo de caminantes se acercó a su ubicación. Después de que logró liberar el vehículo de madera y prepararse para escapar, Siddiq observó con horror cómo una de las criaturas mordía a Ken y en un intento por salvar la vida del chico, simplemente no podía hacer nada más por él, solo ver cómo sucumbió a la infección. En “The Bridge”, a medida que pasaban las semanas, Siddiq entrenó a Enid con el tema de la medicina una vez que la chica se recuperó de sus heridas y la examinó en el campamento que servía de base de operaciones para la construcción del puente que conectaba con todas las comunidades; viendo como la mano herida de Cyndie sutura. Después de notar el buen progreso de Enid, Siddiq le propuso a Rick que dejara a la chica como enfermera del grupo mientras él regresaba a Alexandria para ayudar a cualquiera que lo necesitara en la comunidad. En “Warning Signs”, en la enfermería de Alexandria, Siddiq fue visitado por Rick, Michonne y Judith para echarle un vistazo a esta última sobre la tos que tenía y usó a al policía como otro paciente para hacerle entender que no le iba a pasar nada malo.
En “Who Are You Now? ”, Seis años después de la aparente muerte de Rick en el puente de Alexandria, Siddiq se ha convertido en el médico oficial de la comunidad. Siddiq mantuvo su lealtad a Michonne y decidió permanecer en Alexandría para ayudar a las personas necesitadas en la enfermería durante unos seis años. Con la llegada de un grupo de forasteros a sus puertas luego de ser rescatados por Judith de una manada de caminantes, Siddiq rápidamente trató la herida que uno de los recién llegados se había hecho en la cabeza y posteriormente asistió a la reunión convocada en la iglesia del lugar, para decidir su destino dentro de los muros. Convencido de que los recién llegados no eran un problema para nadie, Siddiq accedió a permitirles quedarse en la comunidad; aunque finalmente cambió de opinión después de que Michonne desenmascara al líder del equipo sobre su oscuro pasado y el cuchillo que había escondido en su cinturón. En “Stradivarius”, cuando Michonne decidió escoltar a los recién llegados a Hilltop en lugar de abandonarlos a su destino, Siddiq acompañó a la mujer en su viaje y sostuvo que tenía que permitir que Magna y sus compañeros para quedarse en Alexandría, pero dejó en claro que solo yo los estaba ayudando por su hija. Después de llegar al sitio donde el grupo de Magna estaba acampando anteriormente, los forasteros se entristecieron al descubrir que el lugar fue arrasado por caminantes y que ninguno de sus otros compañeros logró sobrevivir y mientras recogían algunos suplementos del suelo, Siddiq encontró una flauta. que perteneció a Luke y confesó haber tocado el instrumento durante su juventud. Después de pasar la noche en un antiguo almacén, Siddiq intentó convencer a Michonne de que cambiara de opinión sobre viajar con ellos a Hilltop y finalmente le informó que Maggie y su bebé habían dejado la comunidad para fundar otros establecimientos con Georgie. Antes de poder explicar lo sucedido, el grupo fue emboscado por varios caminantes y Siddiq junto con el resto de sus compañeros se defendieron de las criaturas y escaparon aterrorizados del lugar. De camino a Hilltop, Michonne perdonó a Siddiq por haber ocultado lo que sucedió con Maggie y posteriormente dos guardias comunitarios le informaron que Rosita había sido admitida en la enfermería de Hilltop después de haber sido encontrada inconsciente en el bosque.
En "Evolution", una vez en Hilltop, Siddiq fue informado de la condición de Rosita después de ser tratada en la comunidad y cómo un grupo de búsqueda formado por Daryl, Jesús y Aaron habían dejado el lugar para busca al desaparecido Eugene. Arrepentido por el secreto que le había guardado a Michonne, Siddiq nuevamente se disculpó con la mujer por lo que había hecho y posteriormente visitó a Rosita en la enfermería solo para escuchar las advertencias de esta de que Daryl y su equipo no tenían idea de lo que enfrentaban.
En “Adaptation”, Siddiq fue una de las muchas personas que observó con tristeza la llegada de Daryl y su equipo a la comunidad con el cuerpo sin vida de Jesús; y rápidamente procedió a atender a Eugene de su pierna dislocada en su oficina. Mientras buscaba unos vendajes para el hombre, Siddiq vio como Rosita salía de la habitación para poder vomitar lejos de los demás y se ofreció a atender su malestar diciendo que aún se estaba recuperando de sus heridas, pero que ella le informó que estaba embarazada. con él como producto de las aventuras que tuvieron antes de iniciar una relación con Gabriel. Posteriormente, Siddiq asistió al funeral de Jesús organizado por los habitantes de la comunidad y una vez finalizado el funeral, el hombre se fue con Michonne y el resto del grupo de Alexandría para regresar a casa. En “Guardians”, cuando Michonne descubrió que el consejo había ocultado su misión de contactar con otras comunidades a través de una radio satelital, Siddiq fue parte de la reunión y le recordó a la mujer que necesitaban del Reino y el resto de las comunidades para preservar la supervivencia de Alexandría, pero ella le dijo que él no sacrificaría a su propia gente a los peligros que acechaban al mundo para salvar el Reino. Posteriormente, cuando Rosita le propuso a Gabriel hablar sobre el bebé que estaba por venir, Siddiq y la mujer esperaron al sacerdote en el porche de su casa y como futuro padre de la criatura, decidió sumarse a la reunión para participar en los planes futuros que tenían con la nueva bendición de sus vidas. En "The Calm Before", Siddiq se encuentra entre el grupo de residentes de Hilltop que son secuestrados por Alpha, lA líder del grupo Los Susurradores, y es el único sobreviviente de la masacre que sucedió. Siddiq regresa a Hilltop para contarles a los desconsolados residentes cómo sus amigos murieron como héroes, se da a entender que Siddiq sufre de trastorno de estrés postraumático como resultado de presenciar la masacre.
En “The Storm”, han pasado unos meses después de la masacre que marcó la vida de las comunidades, Siddiq regresó a Alexandría con el resto de sus compañeros y con una fuerte ventisca poniendo en riesgo la vida de todos, Siddiq se vio obligado a refugiarse dentro de la iglesia comunitaria esperando a que pasara la tormenta y con Negan también refugiado dentro del lugar, Siddiq escuchó las bromas del hombre sobre la falsa paternidad que Gabriel iba a ejercer con un bebé que no sería suyo; pero fueron interrumpidos cuando la chimenea estalló repentinamente y les impidió seguir calentándose para protegerse del frío. Sin tiempo que perder, Siddiq siguió el plan de Gabriel de mudarse a la casa de Aaron y con sus compañeros se ató a una cuerda y entró en la tormenta abriéndose camino hacia su nuevo refugio. Cuando Negan dejó el grupo para rescatar a Judith de la tormenta, después de que la niña se aventurara en buscar a perro ̟y se lastimara en el proceso, Siddiq se ocupó de las heridas del hombre y salió de la habitación para poder hablar con Michonne sobre su heroicidad.

## Desarrollo y recepción
Siddiq es interpretado por Avi Nash en la serie de televisión  The Walking Dead . Greg Nicotero explicó la importancia de la primera aparición de Siddiq en el estreno de la octava temporada " Mercy" a  Entertainment Weekly  y por qué se escucha a Rick diciendo "Mi piedad prevalece ante mi ira" en una de las líneas de tiempo del episodio: "escuchas esa línea en el episodio, porque Siddiq se lo dice a Carl en la gasolinera cuando habla de su madre y él hablaba sobre el viajero y todo esto, y es Siddiq que dice que básicamente está citando algo que dijo su madre. Así que cuando lo rompiste de esa manera incluso podría haber cuatro líneas de tiempo porque si piensas en las tumbas de Rick en Glenn y Abraham y luego piensas en Rick en la parte de atrás de la camioneta cuando está pronunciando su discurso. Sí, siempre lo hacemos porque siempre le da a la audiencia la oportunidad de armar algunas de estas líneas de tiempo por sí mismas." The Hollywood Reporter  preguntó al actor Chandler Riggs si su personaje Carl murió como héroe en el episodio "How It's Gotta Be" para sacrificar su vida para salvar a Siddiq, alguien a quien no conocía y Riggs respondió: "Definitivamente lo creo. No fue para salvar a Siddiq, fue la salvación de toda Alejandría. Fue la razón por la que todos se pusieron a salvo, porque detuvo a los Salvadores e [impidió] que encontraran a los alexandrinos con sus granadas de humo y los alejó de todos y los salvó a todos. Muy buena forma de salir." Riggs también bromeó con Entertainment Weekly que la muerte de Carl "fue todo culpa de Siddiq". En el final de la temporada "Wrath", cuando Siddiq finalmente le dice a Rick que Carl fue mordido por un caminante mientras trataba de honrar a la madre de Siddiq, Erik Kain de  Forbes  comentó que "la escena de Siddiq y Rick deberían [haber] ocurrido hace dos episodios. Estuvo bien, supongo, pero se sintió realmente fuera de lugar". El actor Avi Nash quien interpreta a Siddiq fue ascendido a la serie regular para la novena temporada.